# Square Pond
Der Square Pond (englisch für Quadratischer Tümpel) ist ein Tümpel auf Bird Island im Archipel Südgeorgiens im Südatlantik. Er liegt westlich der Jordan Cove und wird von Antarktischen Seebären bevölkert.
Britische Wissenschaftler benannten ihn 1968 deskriptiv.